# Ragnvaldr Ingvarsson

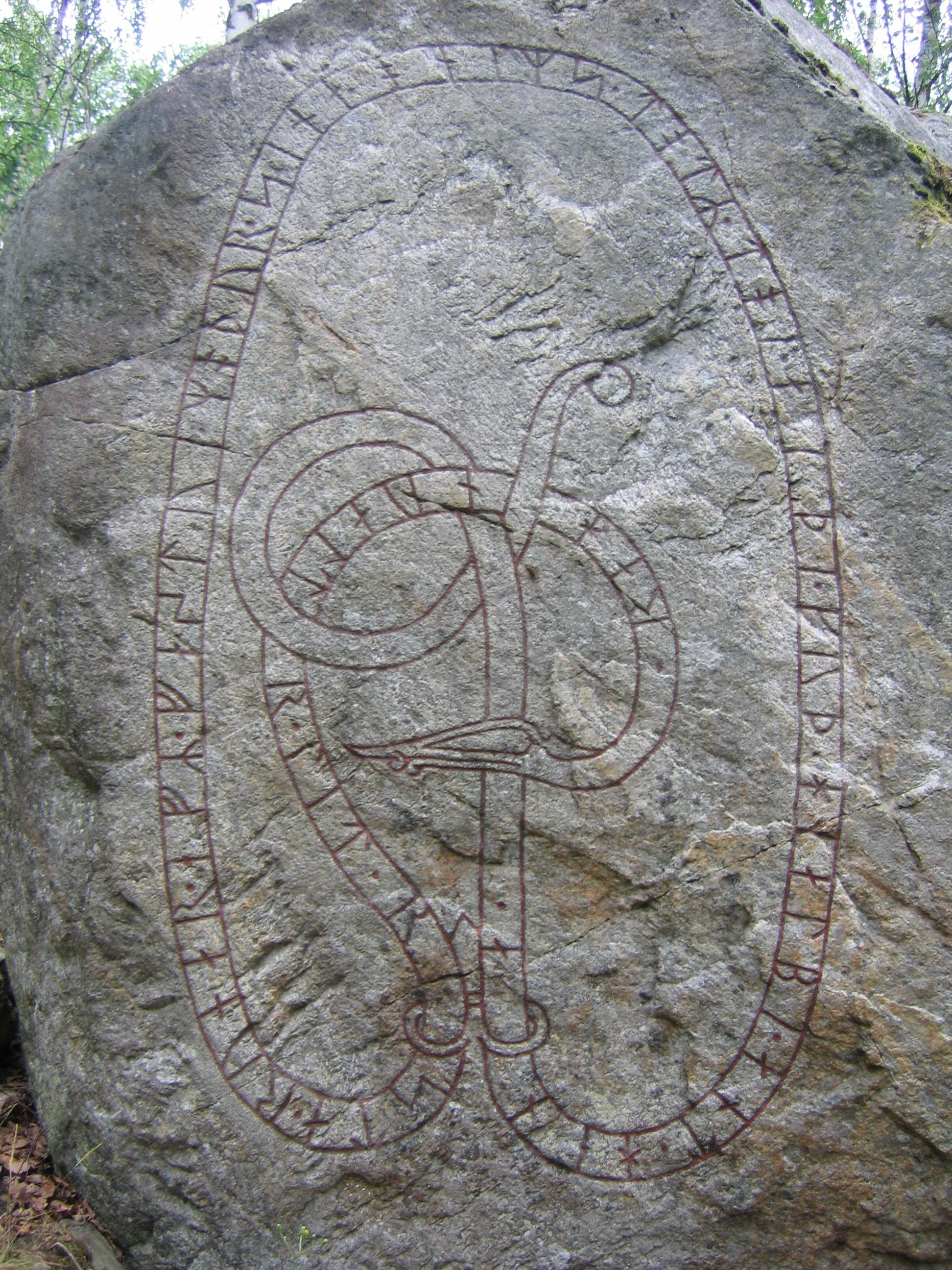
Runenblock von Ed

Ragnvaldr Ingvarsson (Rahnualtr) war ein Offizier der Waräger im Byzantinischen Reich im frühen 11. Jahrhundert. Sein Name ist auf Runensteinen in Uppland in Schweden erhalten.

## Runensteine

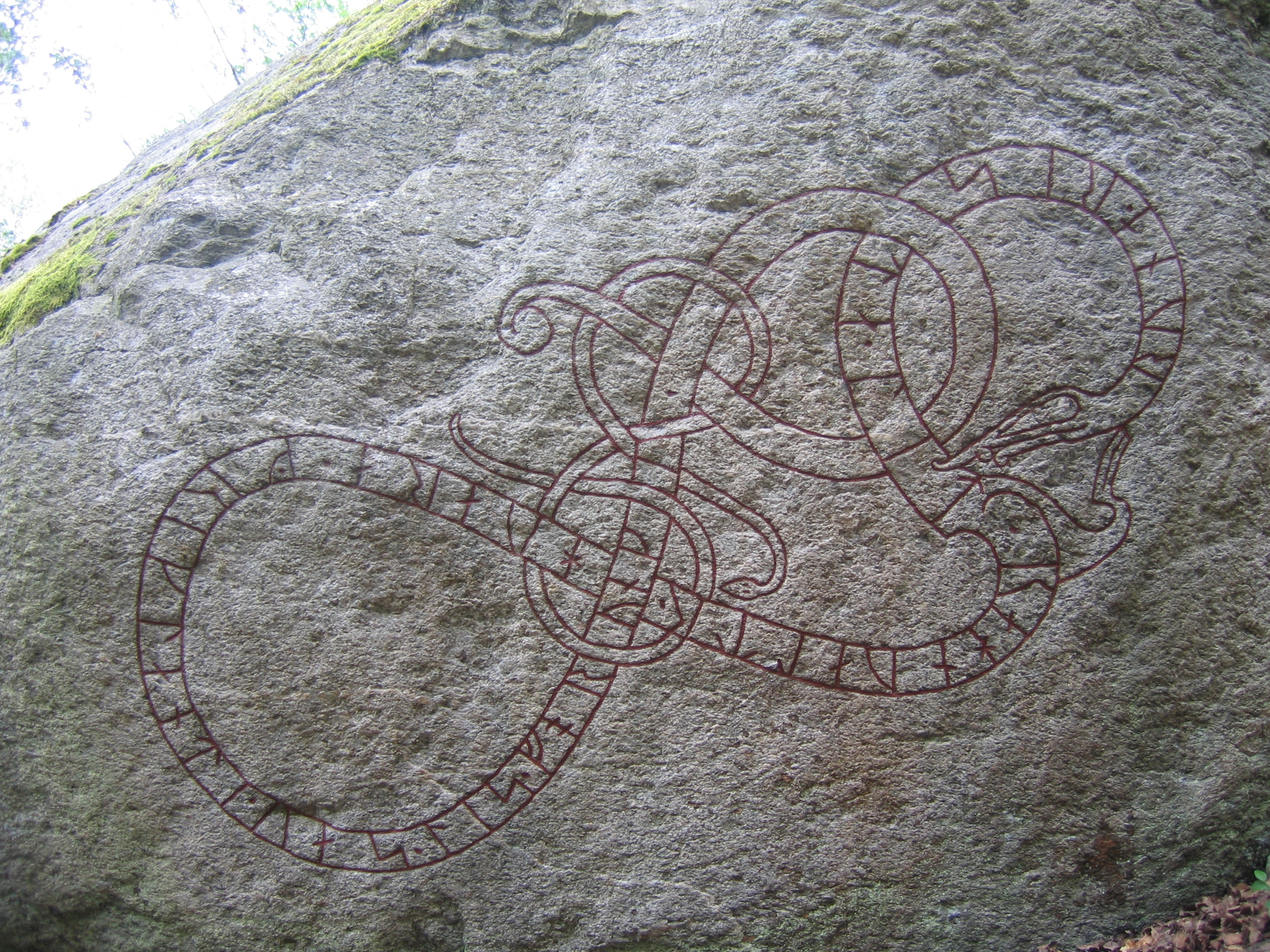
Runenstein 112, Seite B

Ragnvaldr wird auf dem Runenblock von Ed (U 112) in Uppland erwähnt:
„Ragnvaldr ließ diese Runen ritzen im Gedächtnis an Faství, seine Mutter, Tochter von Ónæmr, sie starb in Eið. Möge Gott ihrem Geist helfen.“
„Ragnvaldr ließ diese Runen ritzen, er war in Griechenland, er war ein Führer der Truppe.“
Ein Ónæmr wird auf zwei anderen Runensteinen in Uppland erwähnt.
An einen Ragnvaldr wurde auf zwei weiteren Runensteinen gedacht:
„Sigviðr und Ingvarr und Jarlabanki ließen diese Rune machen zum Gedächtnis an Ingvarr, ihren Vater und an Ragnvaldr, ihren Bruder.“
„Ástríðr ließ diese Brücke machen im Gedächtnis an Ingvarr, ihren Ehemann und an Ragnvaldr, ihren Sohn.“
Es ist nicht klar, ob es sich um dieselbe Person handelte, zumal mit Faství und Ástríðr zwei verschiedene Mütter genannt werden. Ragnvald gehörte in jedem Fall zur Oberschicht der Gesellschaft.
Die Inschrift ist vom Typ Pr 4, der in die Mitte des 11. Jahrhunderts datiert wird.

## Historischer Hintergrund
Skandinavische Waräger zogen seit dem 8. Jahrhundert wiederholt ins Byzantinische Reich. Sie sind auch als Garde am kaiserlichen Hof in Konstantinopel bezeugt. Wladimir der Große schickte um 990 Waräger in den Dienst nach Konstantinopel.
Im Jahre 1044 fand ein Kriegszug von König Harald III. von Norwegen und Fürst Wladimir von Nowgorod ins Byzantinische Reich mit Warägern statt.
Bei welcher Gelegenheit Ragnvaldr nach Griechenland kam, ist aus den Inschriften nicht zu erkennen. Eine Rückkehr nach Skandinavien war in dieser Zeit selten.